# Isch liebe disch
Isch liebe disch ist ein Lied der deutschen Girlgroup Tic Tac Toe aus dem Jahr 2000.

## Entstehung und Veröffentlichung
Geschrieben und produziert wurde das Lied alleine von Torsten Börger.
Die Erstveröffentlichung von Isch liebe disch erfolgte am 29. Mai 2000 als Teil von Ist der Ruf erst ruiniert … bei RCA Records (Katalognummer: 74321 75930 2), dem dritten Studioalbum von Tic Tac Toe. Am 14. August 2000 erschien das Lied als zweite Singleauskopplung aus dem Album. Diese erschien als CD-Maxi-Single mit vier verschiedenen Versionen des Liedes sowie den Musikvideos zu Ist der Ruf erst ruiniert … und Isch liebe disch (Katalognummer: 74321 77550 2).

## Inhalt
Der Liedtext ist in deutscher und französischer Sprache gehalten. Der Titel „Isch liebe disch“ ist eine Verballhornung des französischen Dialekts. Im Text geht es um eine Liebelei zwischen einer Frau und einem „süpersexy“ Mann.

„Mon bébé oh mon chouchou, isch liebe disch.

Oh mon cherie, du bist alles für misch.

Si je pense à ce moment de folie.

Du bist so schön, du bist so süpersexy.

Oh mon amour, isch lass disch nie mehr allein.

Oh mon cherie, es soll für immer sein.

J’ai passé le plus bon été d’amour.

Du bist für misch ein Wunder der Natur.“

## Musikvideo
Regie beim dazugehörigen Musikvideo führte Joern Heitmann. Dieses zählte bis Oktober 2024 über zwei Millionen Aufrufe auf der Videoplattform YouTube.

## Chartplatzierungen
| ChartsChartplatzierungen | Höchstplatzierung | Wochen |
| ------------------------ | ----------------- | ------ |
| Deutschland (GfK)        | 11 (16 Wo.)       | 16     |
| Österreich (Ö3)          | 6 (13 Wo.)        | 13     |
| Schweiz (IFPI)           | 38 (8 Wo.)        | 8      |

| ChartsJahrescharts (2000) | Platzierung |
| ------------------------- | ----------- |
| Deutschland (GfK)         | 63          |